# 東武宇都宮站
東武宇都宮站（日语：／ Tōbu-utsunomiya eki */?）位于日本栃木縣宇都宮市宮園町，是屬於東武鐵道公司的鐵路車站，車站编号为TN 40。

## 歷史
1931年，東武買下遷往市內西原（現明保野町）的宇都宮刑務所（黑羽刑務所前身）舊址開設車站。
- 1931年（昭和6年）
  - 8月11日 - 開業[1]。
  - 8月18日 - 站前廣場舉行宇都宮線開通式[1]。
- 1945年（昭和20年）7月12日 - 宇都宮空襲造成站房全毀[2]。
- 1959年（昭和34年）
  - 11月10日 - 車站大樓「宇都宮東武大樓」完成[3]。
  - 11月28日 - 東武宇都宮站大改良工程完成，東武宇都宮百貨店開店[4]。東武宇都宮 - 南宇都宮間の営業キロが0.1km短縮[5]。
- 1960年（昭和35年）12月31日 - 貨運業務廢止[6]。
- 1973年（昭和48年）3月1日 - 宇都宮東武大樓新館完成[7]。
- 1985年（昭和60年）3月20日 - 東武宇都宮百貨店整修，站區往南擴大10公尺[8]。
- 1991年（平成3年）8月21日 - 東武鐵道首座車站導入發車音樂[9]。
- 1995年（平成7年）
  - 9月28日 - 宇都宮東武大樓西館完成[10]。
  - 10月1日 - 東武宇都宮百貨店重新開幕[10]。
- 2006年（平成18年）3月1日 - 西口與剪票口層的連絡電梯啟用。
- 2007年（平成19年）
  - 3月18日 - IC卡「PASMO」啟用。
  - 10月15日 - 設置一人控制使用的月台感應器。
  - 10月31日 - 導入一人控制司機發車音樂。
- 2012年（平成24年）3月17日 - 導入車站編號TN 40。
- 2019年（令和元年）6月15日 - 發車音樂改為一年限定的《CALIFORNIA SHOWER》。

## 车站結構
本站為港灣式月台1面2線高架車站。具有1線側線，作為深夜停放車輛使用。站內設有自動驗票閘門。剪票口西側是東武拓博旅遊宇都宮支店。出入口分為面向Orion通（オリオン通）的東口與直通巴士總站的西口，以及東武宇都宮百貨店3樓南側的車站連絡口。西口有電梯，東口通道有投幣式置物櫃。

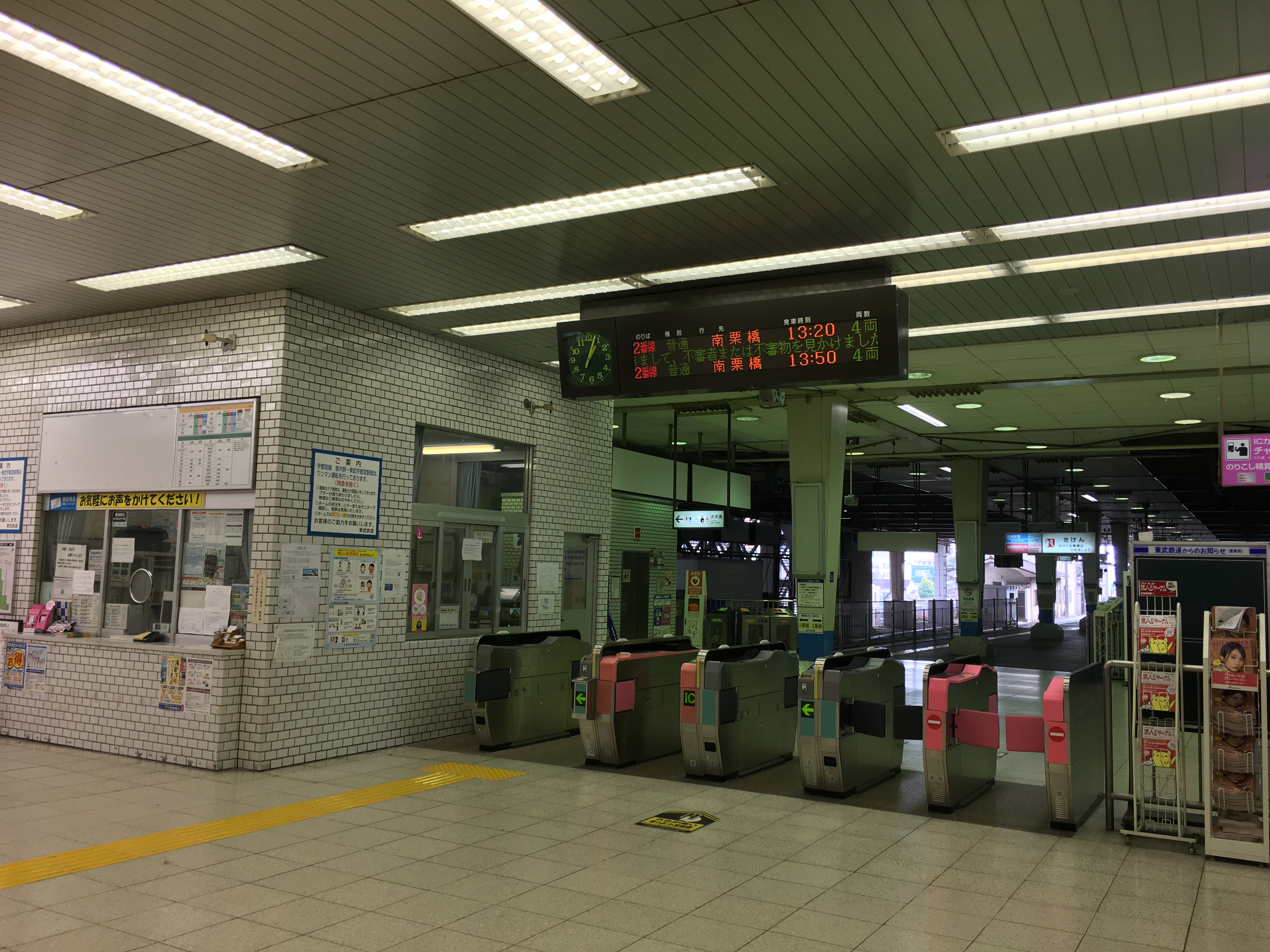
檢票閘口（2020年11月3日）
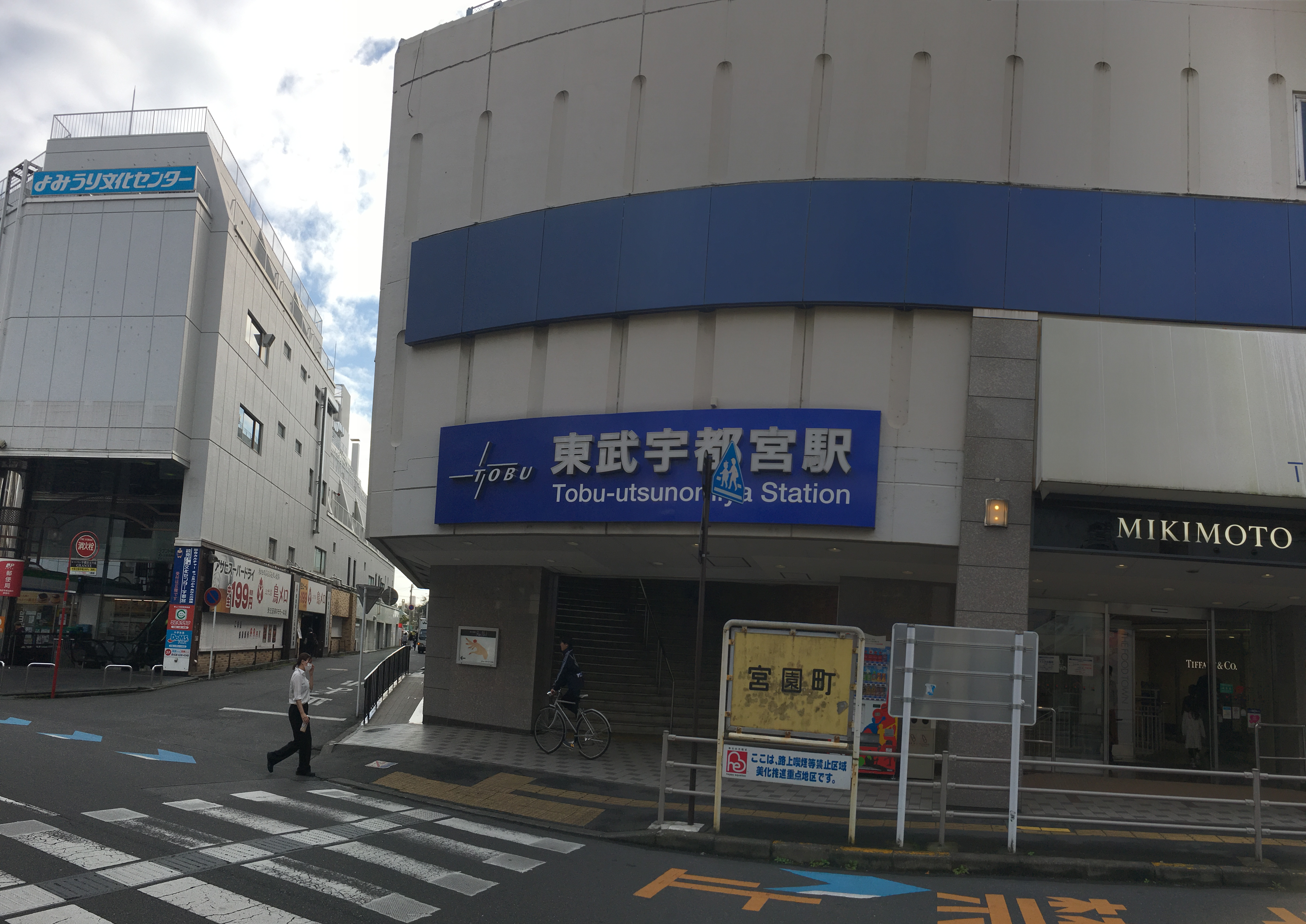
車站入口（2020年11月3日）
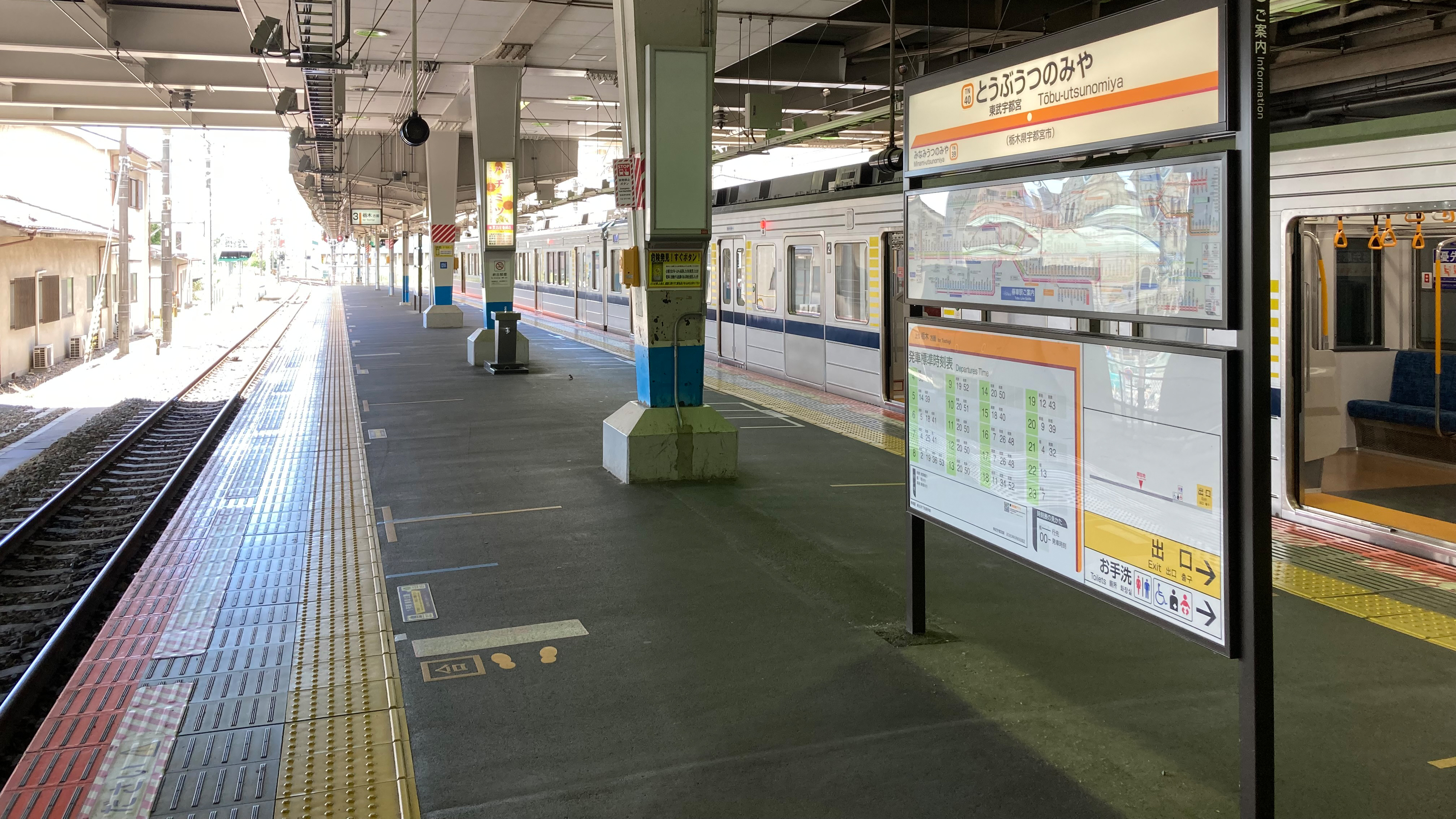
月台（2021年8月3日）

### 月台配置
| 月台 | 路線     | 方向 | 目的地   |
| ---- | -------- | ---- | -------- |
| 2·3  | 宇都宮線 | 上行 | 栃木方向 |

### 其他
發車音樂為《Passenger》（現為期間限定的《CALIFORNIA SHOWER》），司機的出發信號機通知音樂為《Gwine to Run All Night》。

## 使用情況
2018年度的1日平均上下車人次為9,863人。
雖位於市中心，但以近距離輸送為主，因此使用人次無法與遠、中、近距離機能全面具備的JR宇都宮站相比。
近年1日平均上車、上下車人次推移如下表｡
| 年度               | 1日平均 上下車人次 | 1日平均 上車人次 |
| ------------------ | ------------------ | ---------------- |
| 1997年（平成09年） | 15,715             |                  |
| 1998年（平成10年） | 14,995             |                  |
| 1999年（平成11年） | 14,006             |                  |
| 2000年（平成12年） | 13,449             |                  |
| 2001年（平成13年） | 12,852             |                  |
| 2002年（平成14年） | 12,300             |                  |
| 2003年（平成15年） | 11,785             |                  |
| 2004年（平成16年） | 11,671             |                  |
| 2005年（平成17年） | 11,522             |                  |
| 2006年（平成18年） | 11,287             | 5,682            |
| 2007年（平成19年） | 11,078             | 5,577            |
| 2008年（平成20年） | 10,919             | 5,447            |
| 2009年（平成21年） | 10,408             | 5,222            |
| 2010年（平成22年） | 9,982              | 5,011            |
| 2011年（平成23年） | 9,861              | 4,855            |
| 2012年（平成24年） | 10,106             |                  |
| 2013年（平成25年） | 10,285             |                  |
| 2014年（平成26年） | 10,194             |                  |
| 2015年（平成27年） | 9,995              |                  |
| 2016年（平成28年） | 9,961              |                  |
| 2017年（平成29年） | 9,894              |                  |
| 2018年（平成30年） | 9,863              |                  |

## 車站周邊
本站位於宇都宮的市中心，比起稍微偏離市中心的JR宇都宮站，本站距離栃木縣廳、宇都宮市役所、宇都宮中央郵便局等較近。拱廊型商店街「Orion通」從宇都宮二荒山神社前的バンバ通（バンバ通り）延伸至東武宇都宮百貨店（本站東口）。
東口的舊宇都宮城大手門至宇都宮二荒山神社與八幡山南麓（舊粉河寺跡）之間是縣內最大的繁華街。周邊聚集許多住商混合大樓與餐廳、銀行支店、旅館、電影院等。
本站與周邊居民多將此地稱為「東武」。雖然與都市規模相比，本站規模不大，但車站與東武宇都宮百貨店已一同發展成地方居民的地標，周邊可見名為「東武店」的分店、「東武站前」「東武西口」巴士站、「東武西口」路口等。

### 公共設施、郵局
- 栃木縣廳舍
  - 栃木縣廳內郵便局
- 栃木縣警察本部（日语：栃木県警察）
- 栃木縣立圖書館
- 栃木縣綜合文化中心（日语：栃木県総合文化センター）
- 栃木會館（日语：栃木会館）
- 宇都宮市役所
- 宇都宮城址公園（日语：宇都宮城址公園）
- 宇都宮表參道廣場（日语：うつのみや表参道スクエア）
  - 宇都宮市役所バンバ出張所
  - 宇都宮妖精博物館（日语：うつのみや妖精ミュージアム）
- 宇都宮市中央生涯學習中心
- 宇都宮市綜合福祉中心
- 東京入國管理局宇都宮出張所
- 栃木社會保險事務局（日语：栃木社会保険事務局）
- 宇都宮地方法務合同廳舍
  - 宇都宮地方法務局
  - 宇都宮地方檢察廳（日语：宇都宮地方検察庁）
- 宇都宮地方裁判所（日语：宇都宮地方裁判所）
- 宇都宮家庭裁判所（日语：宇都宮家庭裁判所）
- 宇都宮中央郵便局（日语：宇都宮中央郵便局）
  - 郵貯銀行宇都宮店
  - 簡保生命宇都宮支店
- 東武宇都宮站前郵便局
- 宇都宮千手町郵便局
- 宇都宮塙田（日语：塙田）郵便局
- 宇都宮小幡郵便局
- 宇都宮西一郵便局
- 宇都宮一條郵便局
- NHK宇都宮放送局

### 與JR宇都宮站的位置關係
位於宇都宮市中心西部的本站，以及位於市區東部、田川對岸的東日本旅客鐵道（JR東日本）宇都宮站距離約1.5公里，步行約需20分。
從本站西口或東口搭乘路線巴士至JR宇都宮站約需5 - 10分。西口巴士總站有較多往JR宇都宮站的路線巴士，東口則在步行約3分的「東武站前」巴士站乘車較為便利（白天每小時約50班左右）。

### 路線巴士
本站內外共有四個巴士站。
1. 宇都宮東武巴士站（西口）
  - 站内總站。主要往真岡・益子・氏家方向。
2. 東武西口巴士站（西口）
  - 位於東京街道上。主要往石橋、江曾島方向與高速巴士。
3. Orion通入口巴士站（東口）
  - 市內循環黃鮒號。
4. 東武站前巴士站（東口）
  - 步行3分。位於大通上。有密集往JR站方向的班次。

#### 宇都宮東武巴士站
站內的巴士總站。是鐵道、百貨、巴士三合一的東武集團設施，現在也是關東自動車的舊東野交通系路線的專用總站。可往JR站、真岡、益子、氏家方向。
- JR宇都宮站、宇都宮大學、真岡、益子方向
  - 東野交通
    - 二荒山神社前 - JR宇都宮站 - 宇大前 - 鐺山 - 石法寺 - 真岡營業所（日语：東野交通真岡営業所）
    - 二荒山神社前 - JR宇都宮站 - 宇大前 - 鐺山 - 石法寺 - 芳賀日赤（日语：芳賀赤十字病院） - 真岡營業所
    - 二荒山神社前 - JR宇都宮站 - 宇大前 - 鐺山 - 水橋 - 真岡站 - 真岡營業所
    - 二荒山神社前 - JR宇都宮站 - 宇大前 - 鐺山 - 石法寺 - 龜山 - 真岡營業所
    - 二荒山神社前 - JR宇都宮站 - 宇大前 - 鐺山 - 東高橋 - 益子站
    - 二荒山神社前 - JR宇都宮站 - 宇大前 - Bell Mall（日语：ベルモール）前 - 鐺山 - 東高橋 - 益子站
    - 二荒山神社前 - JR宇都宮站 - 宇大前 - 鐺山 - 海星女子學院（日语：宇都宮海星女子学院中学校・高等学校）
    - 二荒山神社前 - JR宇都宮站 - 宇大前 - 工學部西、Bell Mall前
    - 二荒山神社前 - JR宇都宮站 - 宇大前 - 平出工業團地（宇都宮營業所） - 御幸交番前（舊松下電器）
    - 二荒山神社前 - JR宇都宮站 - 宇大前 - 平松本町 - 卸團地入口 - 東峰町（卸團地循環）
- JR宇都宮站、竹林、氏家站方向
  - 東野交通
    - 二荒山神社前 - JR宇都宮站 - 竹林十文字 - 御幸交番前（舊松下電器） - JR岡本站 - 寶積寺站 - 下野花岡站入口 - 氏家站　※氏家站可往馬頭方向轉乘
    - 二荒山神社前 - JR宇都宮站 - 竹林十文字 - 御幸交番前 - 平出工業團地（東野平出營業所）
    - 二荒山神社前 - JR宇都宮站 - 竹林十文字 - 御幸交番前 - 上野團地 - JR岡本站西口
    - 二荒山神社前 - JR宇都宮站 - 竹林十文字 - 御幸原元町 - JR岡本站
    - 二荒山神社前 - JR宇都宮站 - 今泉九丁目 - 御幸交番前 - JR岡本站 - 和久
    - 二荒山神社前 - JR宇都宮站 - 御幸原元町 - 上野団地 - JR岡本站西口
- 西原車庫方向
  - 東野交通
    - 西二丁目公園前 - 櫻馬場通十文字 - 西原車庫

#### 東武西口巴士站
東京街道上的巴士站
- JR宇都宮站方向
  - 關東巴士（關東自動車（日语：関東自動車 (栃木県)））
    - [ 01 ] 馬場町 - JR宇都宮站
- 東京街道、陽南方面
  - 關東巴士
    - [ 25 ] 一條 - SUBARU前 - 雀宮站入口 - 雀宮陸上自衛隊（日语：宇都宮駐屯地） - 石橋站
    - [ 25 ] 一條 - SUBARU前 - 栃木縣綜合運動公園（日语：栃木県総合運動公園）南門 - 雀宮站
    - [ 31 ] 一條 - SUBARU前 - 縣立癌症中心前 - 江曾島站 - 江曾島（西川田東）
- 高速巴士
  - 關東巴士、東京空港交通
    - 高速巴士：羽田機場（七葉樹號）

  - 關東巴士、茨城交通
    - 高速巴士：赤塚站、水戶站、勝田站、茨城交通勝田營業所（日语：茨城交通勝田営業所） / 海濱公園西口（北關東Liner）

#### Orion通入口巴士站
東武馬車道通的巴士站。
過去附近有國鐵自動車局的宇都宮一條町站，有往宇都宮市東部、芳賀郡、茨城縣東茨城郡與西茨城郡、水戶方向的長距離路線巴士。廢站後僅剩市內循環巴士。
- JR宇都宮站方向 
  - 關東巴士 市內循環「黃鮒號」
    - [ 34 ] 宇都宮市役所（日语：宇都宮市役所） - 日野町通 - JR宇都宮站

#### 東武站前巴士站
東口往北200公尺的大通上，可搭乘關東巴士與JR巴士關東的路線巴士。位於宇都宮市內路線巴士的主要路線上，可透過巴士前往周邊各地。
- JR宇都宮站、站東方向
  - 關東巴士
    - [ 01・50・53 ] 馬場町 - JR宇都宮站
    - [ 12 ] 馬場町 - JR宇都宮站 - 白楊高校（日语：栃木県立宇都宮白楊高等学校） - 越戶 - 柳田車庫・松下電器
- JR宇都宮站、宇大、清原、芳賀、茂木方向
  - JR巴士關東
    - 馬場町 - JR宇都宮站 - 宇大前 - Bell Mall - 鐺山 - 清原台團地 - 芳賀巴士總站 - 芳賀溫泉浪漫之湯 - 祖母井 - 芳賀町役場
    - 馬場町 - JR宇都宮站 - 宇大前 - 鐺山 - 清原台團地 - 芳賀巴士總站 - 芳賀溫泉浪漫之湯  - 祖母井 - 芳賀町役場
    - 馬場町 - JR宇都宮站 - 宇大前 - 鐺山 - 清陵高校（日语：栃木県立宇都宮清陵高等学校） - 清原球場（日语：宇都宮清原球場） - 清原台團地 - 芳賀巴士總站 - 芳賀溫泉浪漫之湯 - 祖母井 - 芳賀町役場
    - 馬場町 - JR宇都宮站 - 宇大前 - 鐺山 - 道場宿 - 芳賀巴士總站 - 芳賀溫泉浪漫之湯 - 祖母井 - 芳賀町役場入口 - 市貝小學校前 - 茂木站
    - 馬場町 - JR宇都宮站 - 宇大前 - 鐺山 - 道場宿 - 芳賀巴士總站 - 芳賀溫泉浪漫之湯 - 祖母井 - 芳賀町役場入口 - 茂木站
    - 馬場町 - JR宇都宮站 - 宇大前 - Bell Mall - 芳賀巴士總站 - 芳賀溫泉浪漫之湯 - 祖母井 - 芳賀町役場入口 - 灰面鷲之里市貝（日语：道の駅サシバの里いちかい） - 道之驛茂木（日语：道の駅もてぎ） - 茂木站 - Twin Ring Motegi（日语：ツインリンクもてぎ） ※Twin Ring Motegi僅在特定日運行
- JR宇都宮站、田原街道（日语：栃木県道63号藤原宇都宮線）、大曾、豐鄉方向

- - 關東巴士
    - [ 16 ] 馬場町 - JR宇都宮站 - 竹林十文字 - 上大曾 - 富士見丘團地
    - [ 16 ] 馬場町 - JR宇都宮站 - 宇商高（日语：栃木県立宇都宮商業高等学校） - 上大曾 - 富士見丘團地
    - [ 18 ] 馬場町 - 宇商高 - 濟生會醫院（日语：栃木県済生会宇都宮病院）（不經JR宇都宮站）
    - [ 61 ] 馬場町 - JR宇都宮站 - 宇商高 - 上大曾 - 宝井（部分班次行經岩本） - 宇都宮Green Town
    - [ 62 ] 馬場町 - JR宇都宮站 - 宇商高 - 上大曾 - 岩本 - 田原 - 今里 - 大宮 - 玉生車庫
- JR宇都宮站、白澤街道（日语：栃木県道125号氏家宇都宮線）、堀切方向
  - 關東巴士
    - [ 70 ] 馬場町 - JR宇都宮站 - 竹林十文字 - 堀切 - 釜井台團地
    - [ 71 ] 馬場町 - JR宇都宮站 - 竹林十文字 - 堀切 - 白澤河原
    - [ 73 ] 馬場町 - JR宇都宮站 - 竹林十文字 - 堀切 - 御幸原 - 奈坪台
- JR宇都宮站、簗瀨、屋板、上三川方向
  - 關東巴士
    - [ 80 ] 馬場町 - JR宇都宮站 - 簗瀨金堀 - 三豐（日语：ミツトヨ）前 - 東高校（日语：栃木県立宇都宮東高等学校）前 - 瑞穗野團地
    - [ 84 ] 馬場町 - JR宇都宮站 - 簗瀨金堀 - 三豐前 - 東高校前 - 瑞穗野團地 - 本鄉台、西汗
    - [ 81 ] 馬場町 - JR宇都宮站 - 簗瀨金堀 - 三豐前 - 東高校前 - 東汗
    - [ 85 ] 馬場町 - JR宇都宮站 - 簗瀨金堀 - 屋板 - 南高校（日语：栃木県立宇都宮南高等学校）前 - （Inter Park宇都宮南（日语：インターパーク宇都宮南）） - 上三川車庫
- 栃木街道（日语：栃木県道2号宇都宮栃木線）、鶴田方向
  - 關東巴士
    - [ 34 ] 陽西通 - 文化會館（日语：宇都宮市文化会館）前 - 南宇都宮站 - 宇高前（日语：栃木県立宇都宮高等学校） - 鶴田站
    - [ 36 ] 六道 - 文化會館前 - 宇高前 - 鶴田站 - 江曾島站入口 - 西川田東
    - [ 37 ] 櫻通十文字 - 文化會館西口 - 宇高前 - 鶴田站 - 江曾島站入口 - 西川田站
- 日光街道、戶祭方向
  - 關東巴士
    - [ 50 ] 清住町 - 松原町 - 栃木醫療中心（日语：国立病院機構栃木医療センター）前 - 戶祭 - 寶木 - 細谷車庫
    - [ 51 ] 櫻通十文字 - 戶祭一丁目 - 栃木醫療中心正門前 - 戶祭 - 仁良塚 - 浪漫村（日语：道の駅うつのみや ろまんちっく村）
    - [ 52 ] 櫻通十文字 - 戶祭一丁目 - 栃木醫療中心前 - 山王團地 - 德次郎 - 石那田 - 篠井新城
    - [ 53 ] 櫻通十文字 - 和尚塚 - 戶祭四丁目 - 寶木 - 細谷車庫
    - [ 56 ] 櫻通十文字 - 戶祭一丁目 - 栃木醫療中心前 - 德次郎 - 石那田 - （部分班次行經篠井新城） - 大澤 - 今市車庫 - JR日光站 - 日光東照宮
    - [ 58 ] 櫻通十文字 - 戶祭一丁目 - 栃木醫療中心前 - 德次郎 - 石那田 - 鹽野室 - 船生
- 作新學院、寶木方向
  - 關東巴士
    - [ 55 ] 櫻通十文字 - 作新學院前 - 寶木 - 細谷車庫 - 寶木團地
- 作新學院、大谷街道（日语：栃木県道70号宇都宮今市線）方向
  - 關東巴士
    - [ 10 ] 櫻通十文字 - 作新學院前 - 中丸 - 駒生營業所（日语：関東自動車駒生営業所）
    - [ 45 ] 櫻通十文字 - 作新學院前 - 荒針 - 大谷觀音（日语：大谷磨崖仏）- 立岩
    - [ 47 ] 櫻通十文字 - 作新學院前 - 荒針 - New Sunpia栃木 - JR鹿沼站前 - 鹿沼營業所（日语：関東自動車鹿沼営業所）

  - JR巴士關東
    - 櫻通十文字 - 作新學院前
- 鹿沼方向
  - 關東巴士
    - [ 41 ] 六道 - 上欠下 - 上石川 - 運轉免許中心（日语：栃木県運転免許センター）（部分班次除外） - 楡木車庫
    - [ 43 ] 櫻通十文字 - 三之澤 -（部分班次行經共和大學、宇都宮短期大學） - 長坂坂上 - 千渡 - JR鹿沼站前 - 鳥居跡町（新鹿沼站） - 鹿沼營業所

## 登場作品
- 惡之華 - 押見修造的漫畫作品。出現於第8卷（2013年）附錄。

## 相邻车站
東武鐵道
 宇都宮線
- ■特急「下野」起訖站

■普通
南宇都宮（TN 39）－東武宇都宮（TN 40）

## 外部連結
- 東武宇都宮（車站資訊） - 東武鐵道